# グレート・ガマ
グレート・ガマ（The Great Gama、本名はGhulam Mohammad Baksh Butt 、1878年5月22日 – 1960年5月23日)、通称Rustam-e-Hind （「インドのロスタム」のヒンドゥスターニー語）は、インド人のレスラー。そして無敗の世界チャンピオンであり続けたストロングマン。
1878年に植民地時代のインドのパンジャブ州アムリトサルにあるジャボウォール村で生まれ、1910年10月15日に世界ヘビー級王座を授与された。52年以上のキャリアで無敗の彼は、史上最高のレスラーの一人と見なされている。インド・パキスタン分離独立時、グレート・ガマは多くのヒンズー教徒の命を救いながら、1960年5月23日新しく創設されたパキスタンイスラム共和国の州の一部となったラホールで亡くなるまで残りの日々を過ごした。

## 生涯
Ghulam Mohammad Bakshは、パンジャブ地方のアムリトサルでイスラム教徒のレスラー家に生まれた。実家は世界クラスのレスラーを生み出すことで知られているレスリング家族のバクシュ家で、カシミールでのイスラム教の支配中にイスラム教に改宗したカシミール・バラモン（ブッタ）であったと歴史家によって信じられている。ガマには2人の妻がいた。1人はパンジャブに、もう1人はインドのグジャラート州バローダにいたという。
6歳のとき父親のムハンマド・アジズ・バクシュが亡くなった後、ガマは母方の祖父であるヌン・パハルワンの世話になる。祖父の死後、ガマは別のレスラーである叔父のイダによって世話になる。彼はまたレスリングをガマに教え始めた。1888年10歳のときにジョードプルで開催されたスクワットなどの多くの過酷な運動を含むストロングマン・コンテストに参加し自分に気づき始めた。コンテストには400人以上のレスラーが参加し、ガマは最後の15人の一人であり、その若さでジョードプルのマハラジャによって勝者に選ばれた。その後、ガマはダティアのマハラジャによって訓練を受けたという。

### トレーニングとダイエット

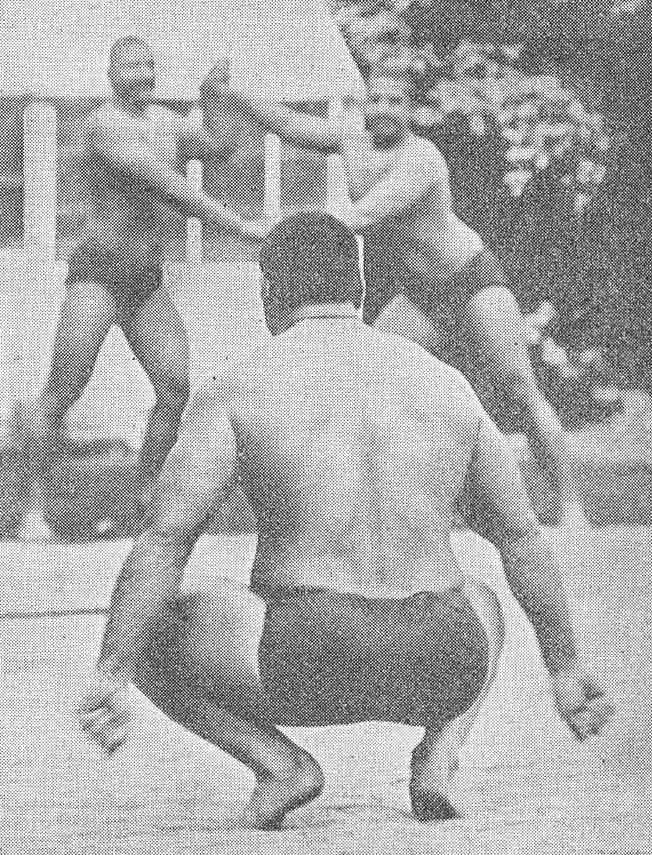
バイタックを行うガマ

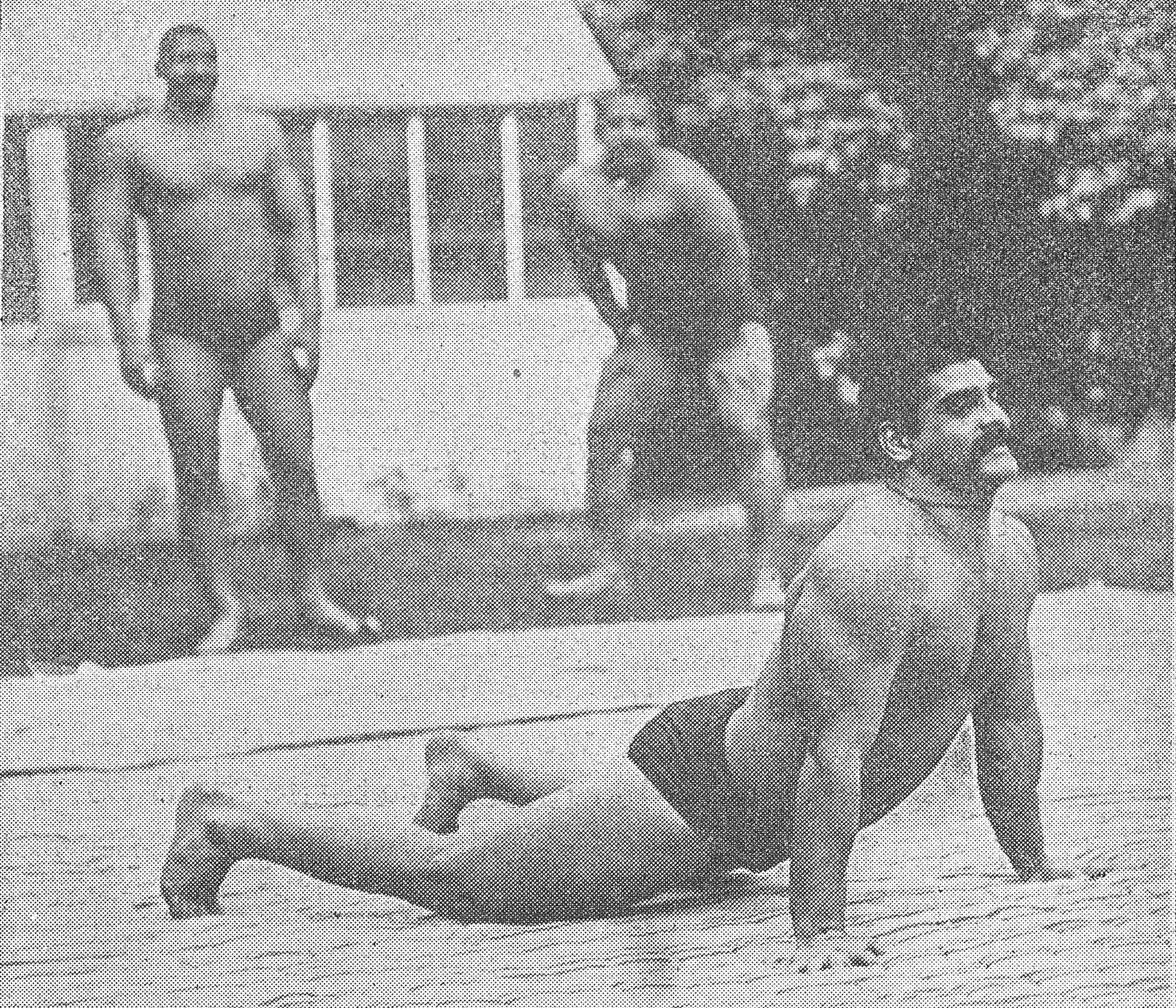
ダンドを行うガマ

ガマの毎日のトレーニングは、アハダ（コート）で40人のレスラーと格闘することで構成されていた。彼は最低5000バイサック（スクワットのインド語、平均速度100-200スクワット/分）と3000ダンド（インド語の腕立て伏せ、平均速度50-100プッシュアップ/分）を1キンタル（約100キロ）のハスリと呼ばれるドーナツ型のレスリング装置を着用することにより、1日、場合によってはさらに30〜45分以内に行うが 、トレーニングにはガマの毎日の食事も次のように含まれている。
1. ミルク10リットル
2. 1.5ポンドのデジチキンカルハイ
3. 0.5リットルのラッシー
4. 6ポンドのバター
5. バケツ３杯分のフルーツサラダ
6. 2キロのパコラ
7. 6つのサモサ
8. フルーツジュース

そして他の成分とともに彼の消化器系と筋肉の健康を促進する

## キャリア

### Raheem Bakhsh Sultaniwalaとの最初の出会い
名声は、1895年グジュラーンワーラー（現在のパキスタンパンジャブ）に彼が17歳でインドのレスリングチャンピオン、ラヒーム・バクシュ・スルタニワラという別の民族であるカシミールレスラーに挑戦したことである。
ラヒームは身長約7フィート(213cm)とされ、5フィート7インチ(169.5cm)のガマを簡単に打ち負かすと思われていた。ラヒームの唯一の欠点は、ガマよりずっと年上で、キャリアの終盤近くだったという彼の年齢であった。試合は何時間も続き、最終的に引き分けに終わった。
ラヒームとの試合は、ガマのキャリアのターニングポイントとなる。その後、彼はRustam-e-HindまたはIndian Wrestling Championshipのタイトルの次の候補として見られることとなる。最初の試合では、ガマは防御的なままであったが、2回目の試合ではガマは攻撃を続けるスタイルに。鼻と耳からの激しい出血にもかかわらず、彼はなんとかラヒーム・バフシュに多大な損害を与え続けた。
1910年までにガマはチャンピオンのラヒーム・バクシュ・スルタニワラ（ルスタム・エ・ハインドまたはインドの直系チャンピオン）を除いて、対戦したすべての著名なインドのレスラーを打ち負かした。この時、彼は世界の他の地域にも注意を向けた。弟のイマーム・バクシュを伴って、ガマは西洋のレスラーと対戦するためにイギリスに渡るが、身長が低いためにすぐに対戦相手を決めることができなかった。

### ロンドンでのトーナメント
ロンドンで、ガマはどんな体重別階級の選手でも30分で3人程のレスラーを投げることができるという挑戦を提示した。しかし、この発表は、レスラーとそのレスリングプロモーターであるR.B.ベンジャミンによってブラフと見なされていた。しばらくは誰も挑戦を受けず前に出てこなかった。不敗のチャンピオンとされるガマはスタニスラウス・ズビスコとフランク・ゴッチへの挑戦を表明したが、ガマに挑戦した最初のプロレスラーはアメリカのベンジャミン・ローラーであった。試合では、ガマは最初に1分40秒でローラーを極め、もう1回は9分10秒で極めた。2日目、彼は12人のレスラーを破る公式トーナメントに出場していた。

### スタニスラウス・ズビスコとの試合
フランク・ゴッチとの試合は実現しなかったが、世界チャンピオンのスタニスラウス・ズビスコとの対戦は行われた。ロンドンでのジョン・ブル世界選手権の決勝戦である。試合の日付は1910年9月10日に設定された。試合は賞金250ポンドとジョンブルベルトがかけられていた。
ところが試合が始まると1分以内にズビスコはテイクダウンされ、2時間35分もの間その位置に留まった。ズビスコが立ち上がる瞬間も少しあったが、同じ位置に戻ってしまった。グレート・ガマの最大の強みを無効にするためうつぶせのまま防御に徹したズビスコは、2時間半以上の組み合いの末インドの伝説的なレスラーと引き分けたが、ズビスコの粘りと強さの欠如は出席した多くのファンを怒らせた。それにもかかわらず、ズビスコはグレートガマと引き分けた数少ないレスラーの1人となった。ふたりは1910年9月17日に再戦が予定されていたがその日ズビスコは現れず、ガマが勝者と発表され、彼は賞とジョンブルベルトを授与。こうしてガマはルスタム・エ・ザマナまたは世界チャンピオンと呼ばれるこのベルトを受け取ったが、リングでズビスコを倒していなかったため、世界の直系チャンピオンとして認識されなかった。

### アメリカとヨーロッパのチャンピオンに対する試合
このツアー中に、ガマは世界で最も尊敬されているグラップラーの何人か、米国の「ドク」ベンジャミン・ローラー、スイスのモーリス・デリアス、スイスのヨハンレム（ヨーロッパチャンピオン）、スウェーデンのジェシー・ピーターソン（世界チャンピオン）を破っていく。ローラーとの試合では、ガマは15分の試合で「ドク」を13回投げることになる。ガマは、日本の柔道チャンピオンの三宅タロー、ロシアのジョージ・ハッケンシュミット、米国のフランク・ゴッチなど、世界チャンピオンの称号を主張する残りの人物に挑戦を発表したが、それぞれがリングへの招待を辞退した。ある時ガマは自らの強さを示すために20人のイギリス人レスラーと次々と戦うことを申し出た。彼らをすべてを打ち負かすたび賞金を支払うと発表したが、それでも誰も彼に挑戦はしなかった。

### Raheem Bakhsh SultaniWalaとの最後の出会い
イギリスから帰国して間もなく、ガマはイラーハーバードでラヒーム・バクシュ・スルタニ・ワラと対峙した。この試合は最終的に、ガマが２派となっていた当時のインドのレスリング柱間にある長い闘争を終わらせ、Rustam-e-Hindまたはインドの直系チャンピオンの称号を獲得した。後年、彼の最強の敵は誰かと尋ねられたとき、ガマは「ラヒーム・バクシュ・スルタニ・ワラ」と答えている。

### ズビスコとの再戦
ラヒーム・バクシュ・スルタニ・ワラを破った後はPandit Bidduと対戦 。彼は当時（1916年）のインドで最高のレスラーの一人であったが、ガマは彼を打ち負かした。
1922年、インドへの訪問中のプリンスオブウェールズエドワード8世 (イギリス王)はガマに銀のメイスを贈った。
ガマとズビスコが再び対峙すると発表された1927年まで、ガマには敵がいなかった。彼らは1928年1月にパティアラで対戦。試合に入ると、ズビスコは「体と筋肉の強い構築を示した」としガマは「通常よりもはるかに薄く見えた」と報告されている。しかしガマはズビスコを1分以内で簡単に打ち負かして試合に勝ち、直系の世界レスリング世界選手権のインド版を獲得した。試合後、ズビスコは彼を「虎」と呼んで賞賛したという。
48歳のころには、現在インドの「偉大なレスラー」として知られていた。

### Balram Heeraman SinghYadavと戦う
ガマはズビスコを破った後、1929年2月にジェシー・ピーターセンを破ったが、この試合も1分半でかたがついた。これは、ガマのキャリアで最後の試合となった。
1940年代にはニザーム・オブ・ハイデラバードに招待され、すべての選手を打ち負かした。その後ニザームにはレスラーのバラム・ヒーラマン・シン・ヤダフと対峙させるために招聘された。戦いは非常に長時間におよんだ。ガマはヒーラマンを倒すことができず、最終的にどちらのレスラーも勝利とはならなかった。ヒーラマンは、ガマが自身が直面したなかで最もタフなレスラーの一人であったとしている。
1947年インド・パキスタン分離独立で、ガマの国籍はパキスタンに移る。分割時に発生したヒンズー教徒とイスラム教徒の暴動の間、イスラム教徒のガマであったがラホールの暴徒から何百人ものヒンズー教徒を救った。ガマは1952年まで引退してはいなかったが、対戦相手を見つけることができなくなっていった。他の情報では彼が1955年まで取り組んだとされている。引退後、彼は甥のボル・ペールワン(ボル・パハルワン)を訓練している。彼はパキスタンのレスリング選手権を約20年間開催している。

## 後年
ガマはパキスタン政府から土地と毎月の年金を与えられ、また亡くなるまで医療費も支給されていたという。。1960年5月23日にパキスタンのラホールで病気療養中に亡くなった。
アクラム・ペールワンや
アスラム・ペールワンで知られる6兄弟「ボル・ブラザーズ」はガマの甥にあたる。また、パキスタンの元首相ナワーズ・シャリーフの最初の妻であるカルスーム・ナワーズは、ガマの孫娘である。

## 伝記
ブルース・リーは、ガマのトレーニングルーチンの熱心な信奉者で、リーはガマがレスリングで伝説的な強さを構築するためにどんなエクササイズをどのように採用したかについての記事を読み、そしてリーはすぐに自身のルーチンに取り入れた。リーが採用したトレーニングルーチンには、「キャットストレッチ」と「スクワット」（「バイタック」、「ディープニーベンド」とも呼ばれる）がある。
今日100種の重さがあるハスリと呼ばれるドーナツ型のエクササイズディスクで、彼がスクワットや腕立て伏せに使用した錘は、インドのパティアラにある国立スポーツ研究所（NIS）博物館に収容されている。
漫画『プロレススーパースター列伝』のタイガー・ジェット・シンの章にてインドレスリングの伝説の強豪選手としてガマが登場している。スタニラウス・ズビスコとの試合も描かれているが、トレーニングの一環として、水の代わりにコールタールが入ったプールの中でワニと戦うという荒唐無稽な脚色されたエピソードも紹介されている。

## チャンピオンシップと栄冠
- 国際プロレスリング殿堂
  - 2021年度[25]
- ジョージ・トラゴス/ルー・テーズプロフェッショナルレスリング殿堂
  - 2007年度[26]
- プロレスリングの殿堂
  - 2015年度[27]